# Reial i Venerable Germandat del Santíssim Sagrament de Mafra
La Reial i Venerable Germandat del Santíssim Sagrament de Mafra (en portuguès: Real e Venerável Irmandade do Santíssimo Sacramento de Mafra) és una associació pública de fidels de l'Església Catòlica Romana, amb seu canònic a la Basílica de la Mare de Déu i Sant Antoni de l'Edifici Reial de Mafra, Portugal, inscrit a la llista del patrimoni mundial de la UNESCO el 7 de juliol de 2019.

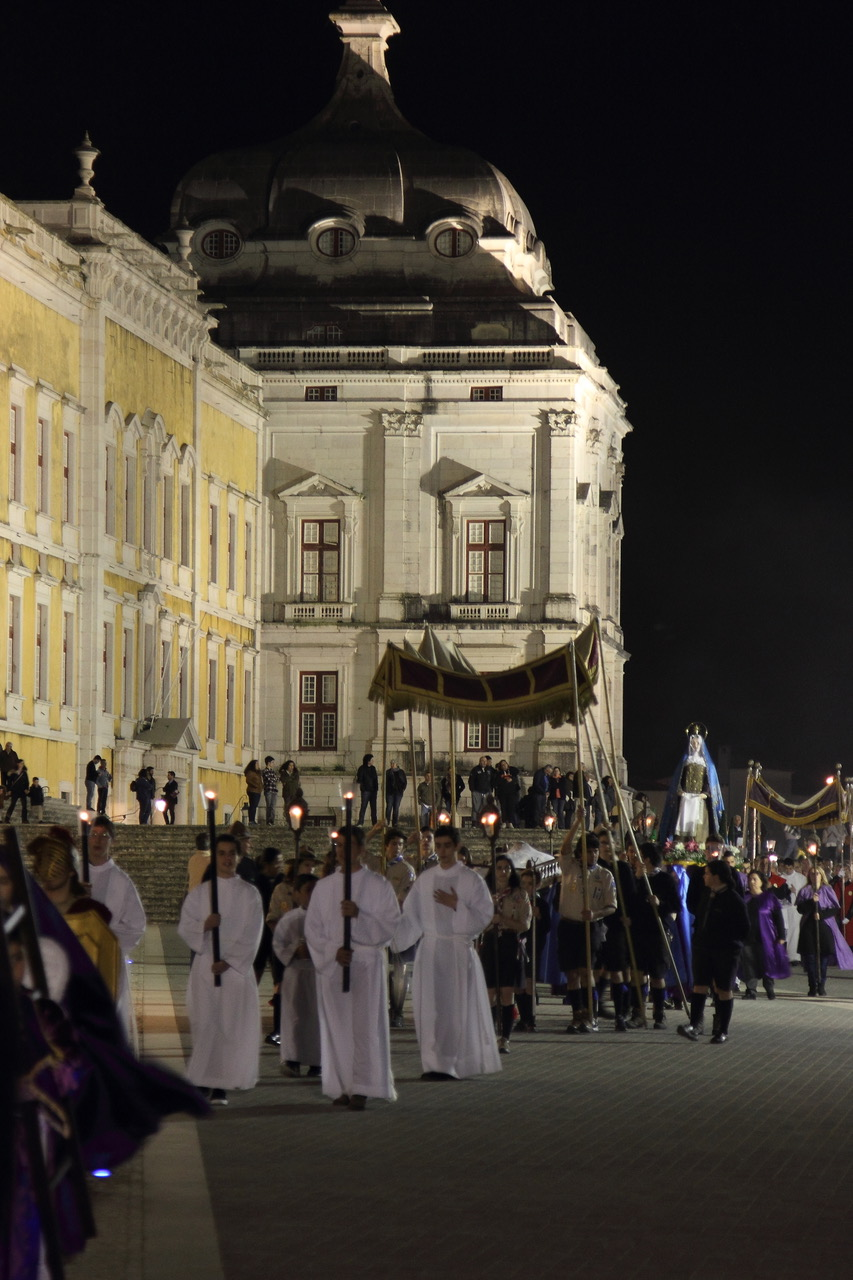
Processó de l'Enterrament del Senyor, Divendres Sant, Mafra.

Té, entre altres atribucions, la missió de promoure la festa i processó de Corpus Christi i organitzar les 4 processons de la quaresma a la ciutat de Mafra: la Processó de la Passió del Senyor (Procissão do Senhor Jesus dos Passos, a Portuguès), que té lloc el segon diumenge de Quaresma; la Processó de la Penitència del Tercer Orde de Sant Francesc (Procissão de Penitência da Ordem Terceira de São Francisco, en portuguès), que té lloc el quart diumenge de la Quaresma; la Processó dels Set Dolors de Nostra Senyora (Procissão das Sete Dores de Nossa Senhora, en portuguès), que té lloc el Diumenge de Rams; i la Processó de l'Enterrament del Senyor (Procissão do Enterro do Senhor, en portuguès), que té lloc el Divendres Sant.
La Germandat és posseïdora de la camisa usada per Lluís XV de França en la cerimònia de la seva consagració, el 25 d'octubre de 1722, a la Catedral de Reims, que es va oferir a el rei Joan V de Portugal, que, al seu torn, la va oferir a la Venerable Germandat de Penitència del Tercer Orde de Sant Francesc de Mafra per vestir-se amb ella la imatge de Sant Lluís.
Té sota la seva custòdia la major col·lecció d'imatges de vestir de Portugal i posseeix un important patrimoni artístic i cultural.
És, actualment, juntament amb les parròquies, la institució més antiga del municipi de Mafra que encara existeix, havent estat fundada al segle xvi.